# Hoàng Trần Cương
Hoàng Trần Cương (1948–2020) là nhà thơ Việt Nam, được truy tặng Giải thưởng Nhà nước về Văn học Nghệ thuật vào năm 2022. Tác phẩm nổi tiếng nhất của ông là bài thơ ''Miền Trung'' sáng tác năm 1990, sau này được ông đưa vào chương cuối của trường ca ''Trầm tích''.

## Tiểu sử
Hoàng Trần Cương sinh ngày 30 tháng 7 năm 1948, tại xã Đặng Sơn, huyện Đô Lương, tỉnh Nghệ An. Năm 1970 khi đang là sinh viên năm thứ 4 Trường Đại học Tài chính Ngân hàng, ông tình nguyện gia nhập quân đội ở Binh chủng Phòng không. Ông từng chiến đấu ở các mặt trận phía Nam, Nam Lào 1971, Quảng Trị 1972, các mặt trận phòng không ở các tỉnh phía Bắc và trận chiến “Điện Biên Phủ trên không” tại Đồng Mỏ, Lạng Sơn, rồi quay lại chiến trường B và đánh trận cuối cùng giải phóng Sài Gòn trong chiến dịch Hồ Chí Minh. Ông đã trải qua nhiều trận đánh ác liệt, có trận chiến mà cả đại đội chỉ còn mình ông và hai đồng đội sống sót.
Năm 1975, Hoàng Trần Cương về Học viện Tài chính học nốt năm cuối cùng. Ra trường, ông vào Sài Gòn tham gia cải tạo tư bản tư nhân với cương vị Phó đoàn Cải tiến công tác quản lý của Bộ Tài chính khu vực phía Nam. Năm 1981, Hoàng Trần Cương được cử về báo Lương thực Việt Nam với cương vị kế toán trưởng. Cuối năm 1993, ông về Thời báo Tài chính với tư cách phóng viên, ba năm sau ông lên Phó Tổng biên tập và đến đầu năm 2003, Hoàng Trần Cương được cử làm Tổng biên tập và giữ cương vị này cho đến lúc nghỉ hưu.
Ông là hội viên Hội Nhà văn Việt Nam từ năm 1994.
Ông mất ngày 9 tháng 4 năm 2020 sau nhiều năm bị tai biến và ung thư vòm họng.

## Sự nghiệp
Một số tác phẩm đã xuất bản của Hoàng Trần Cương: Hạnh phúc hôm nay (kí), Bầu trời Quảng Trị (truyện kí), Nguyên vẹn (truyện ngắn), Chớp xanh (truyện ngắn), Dư âm (truyện ngắn), Đường chân trời (Thơ in chung), Dấu vết tháng ngày (thơ), Trầm tích (trường ca), Quà tặng hành tinh (thơ)…
Hoàng Trần Cương đã giành được nhiều giải thưởng văn học: Giải A bút kí của Tạp chí Văn nghệ Quân đội (1970-1972) với ký sự Hạnh phúc hôm nay. Riêng trường ca ''Trầm tích'' đã đem lại cho ông nhiều giải thưởng quan trọng như: Giải Nhất cuộc thi thơ báo Văn nghệ 1989 – 1990, Giải C Giải thưởng văn học Bộ Quốc phòng 1994 – 1999, Giải B không có giải A Giải thưởng Hội Nhà văn Việt Nam năm 2000, Giải đặc biệt Giải thưởng Hồ Xuân Hương (Nghệ An) 1997 – 2000, Giải cúp bông lúa vàng 1980 – 2010 của Hội Nhà văn và Bộ nông nghiệp và Phát triển nông thôn tổ chức. Tác phẩm này còn được coi là “Trường ca hay nhất kể từ sau đổi mới” (lời nhà thơ Hoàng Cầm). Tác phẩm này đã được dịch ra tiếng Anh và được quảng bá ở nhiều nhà hàng, tiệm ăn ở nước Pháp.
Năm 2022, ông được truy tặng Giải thưởng Nhà nước về Văn học Nghệ thuật với tác phẩm: Trầm tích (trường ca).

## Phê bình
| “                   | Chỉ với bài thơ Miền Trung, ông đã để lại dáng hình không phai lẫn trong lịch sử văn chương đương đại. | ” |
| — nhà văn Thiên Sơn | |   |

| “                        | Hoàng Trần Cương có những bài thơ vạm vỡ, khỏe khoắn. Đặc biệt là những bài viết về quê hương, về sông Lam rất khá. Ông viết thơ về nỗi khổ của người dân miền Trung rất cảm động từ cái nhìn của một người trong cuộc... | ” |
| — nhà thơ Trần Đăng Khoa | |   |

| “                       | Nếu chọn một người yêu xứ Nghệ nhất, tôi chọn Hoàng Trần Cương. Nếu chọn một người mang tính cách Nghệ nhất, tôi chọn Hoàng Trần Cương. Và nếu chọn một nhà thơ hay nhất xứ Nghệ và viết hay nhất về xứ Nghệ quê hương, tôi chọn Hoàng Trần Cương. | ” |
| — nhà thơ Bùi Hoàng Tám | |   |

## Tác phẩm chính
- Hạnh phúc hôm nay (tập nhật ký, 1972);
- Bầu trời Quảng Trị (truyện ký, 1973);
- Dư âm (tập truyện ngắn, 1979);
- Đường chân trời (thơ, in chung,1989);
- Dấu vết tháng ngày (thơ, 1992);
- Trầm tích (trường ca, 1996);
- Trầm tích (trường ca, 1999);
- Quà tặng của hành tinh (thơ, 1999);
- Sediment Long poem 2007;
- Thơ và trường ca Hoàng Trần Cương (tuyển lần thứ Nhất, 2014);
- Bầu - trời - đất (thơ, 2015).

Nguồn:

## Vinh danh
- Giải thưởng Nhà nước về Văn học Nghệ thuật năm 2022.

### Giải thưởng văn học
- Giải A cuộc vận động viết về lực lượng vũ trang (1970-1972) của tạp chí Văn nghệ quân đội (ký sự Hạnh phúc hôm nay);
- Giải nhất cuộc thi thơ của báo Văn nghệ 1989-1990 (trường ca Trầm tích và chùm thơ);
- Giải thưởng văn học Bộ Quốc phòng 1994-1999 về đề tài lực lượng vũ trang và chiến tranh cách mạng cho trường ca Trầm tích;
- Giải thưởng văn học Hội Nhà văn Việt Nam năm 2000 cho trường ca Trầm tích;
- Giải đặc biệt Giải thưởng Văn học Nghệ thuật Hồ Xuân Hương năm 1997-2002 của Nghệ An.